# القياس المتري في الهند
القياس المتري، أو عملية تحويل نظام القياس القديم إلى نظام قياس يعتمد على النظام الدولي للوحدات (SI)، حدثت في الهند على مراحل بين عامي 1955 و1962. اعتمد النظام المتري في الأوزان والمقاييس من قبل البرلمان الهندي في ديسمبر 1956 بموجب قانون معايير الأوزان والقياسات، الذي بدأ العمل به في الأول من أكتوبر 1958. صدر قانون العملة الهندية في عام 1955 من قبل حكومة الهند لإدخال نظام العملات العشرية في البلاد. أصبح النظام الجديد للعملات المعدنية عملة قانونية في أبريل 1957، حيث تتكون الروبية من 100 بيسة. وعلى مدى السنوات الخمس التالية، أصبح النظامان قانونيين. حظر استخدام جميع الأنظمة الأخرى في أبريل 1962. تسمى هذه العملية بمسار "الانفجار الكبير"، وهو حظر استخدام القياس المسبق في نفس الوقت، والقياس، وإعادة إصدار جميع النشرات الحكومية والقوانين، وتغيير نظم التعليم لتتناسب مع النظام المتري.
كان تحول الهند أسرع من تحول غيرها من البلدان الأخرى، بما في ذلك مستعمرتها المملكة المتحدة. وقد ساعد في ذلك انخفاض المعرفة الشعبية بالقراءة والكتابة، وحقيقة أنه لم يكن في السابق نظام قياسي في الهند معمم على مستوى البلاد، حيث كانت الطبقة العليا تستخدم الوحدات الإمبراطورية البريطانية، بينما يستخدم الفقراء أنظمة إقليمية مختلفة.[بحاجة لمصدر]. كان النموذج الهندي ناجحًا للغاية، وأصبح لاحقًا نموذجًا للقياس في العديد من البلدان الأفريقية والآسيوية.
عُيِّن المختبر الفيزيائي الوطني في الهند، الواقع في نيودلهي، كمشرف على وحدات SI في الهند. كما يقوم بمعايرة المعايير الوطنية للأوزان والمقاييس.

## تاريخ القياس في الهند
قبل عملية التحول إلى النظام المتري، كانت حكومة الهند تتبع قانون الأوزان والقياسات الهندي الذي مُرِّر في عام 1870، والذي كان يستخدم النظام الإمبراطوري البريطاني. ومع ذلك، كانت هناك العديد من الأنظمة الأصلية الأخرى في استخدام في أجزاء أخرى من البلاد، وكان ذلك يشكل مشكلة مستمرة مع المسؤولين الحكوميين والجمهور بشكل عام.
كان بي إن سيث مؤسسًا وأمينًا عامًا لجمعية العدد الهندي، التي كان هدفها الدفع نحو إدخال النظام المتري في الهند. كان سيث مع آخرين في الجمعية، مثل البروفيسور د إتش إل روي، والدكتور إس كيه ميترا، وبي سي ماهالانوبيس، وعلماء هنود آخرين بارزين. منذ عام 1930، كانوا يدعون إلى التخلص من النظام القديم الفوضوي من خلال الكتابة في الصحف والمجلات، والمشاركة في النقاشات، وتوزيع الأدبيات.
خلال فترة حكومة ما بعد الحرب العالمية الثانية، كانت هناك محاولات لإدخال بعض التوحيد في الأوزان والقياسات، ولكن الجزء المحافظ من الحزب الحاكم لم يسمح به بشكل نهائي. في ذلك الوقت، قامت الجمعية العدد الهندي بتع mobilisation شخصيات علمية بارزة وشخصيات عامة. قدم بي. إن. سيث مخططًا لتحويل العملة إلى النظام المتري في 17 يناير 1944، والذي تبناه البرلمان الهندي أخيرًا في عام 1955.

## الاستخدام الشائع اليوم
اليوم تُجرى جميع القياسات الرسمية في الهند اعتماداً على النظام المتري. ومع ذلك، في الاستخدام الشائع لا يزال الهنود يشيرون إلى الوحدات الإمبراطورية.

### استثناءات
- تُقاس ارتفاعات الجسم أحيانًا بالقدم والبوصة.
- لا تزال ارتفاعات الجبال تُسجل في الغالب بالقدم.
- يُستخدم نظام الترقيم الهندي للكرور واللك.
- لا يزال قياس أقطار إطارات الإطارات بالبوصة، كما هو مستخدم في جميع أنحاء العالم.
- لا تزال درجة حرارة الجسم تقاس أحيانًا بالدرجات فهرنهايت .
- لا تزال الصناعات مثل البناء والعقارات تستخدم القياسات المترية والإمبراطورية، على الرغم من أنه من الشائع أكثر أن يُعلن عن المساحة بالقدم المربع والفدان.
- يُباع القطن السائب في حلوى (0.35 طن إمبراطوري ، 355.62 كجم) أو بالات (170 كجم).
- لا تزال صناعة السيارات تستخدم القدرة الحصانية الإمبراطورية (hp(I)) للحصول على قوة المحرك.
- تُعبأ أنابيب الإطارات والمشروبات الغازية بالجنيه لكل بوصة مربعة .
- تُعطى أحجام الملابس بأعداد صحيحة من البوصة.
- الزيادات في أحجام الأحذية هي ثلث البوصة.
- تُقاس ملاعب كرة القدم بالطول بالياردات والارتفاع بالقدم.
- أحجام العرض للشاشات على أجهزة التلفزيون وشاشات الكمبيوتر وتقاس قطريًا بالبوصة.
- كما هو الحال في معظم البلدان، يقاس ارتفاع الطيران بالقدم.

## اقرأ أيضاً
- النظام المتري
- القياس المتري